# Gambialoa beya
Gambialoa beya är en insektsart som beskrevs av Irena Dworakowska 1981. Gambialoa beya ingår i släktet Gambialoa och familjen dvärgstritar.
Artens utbredningsområde är Nigeria. Inga underarter finns listade i Catalogue of Life.